# Wezepsche Heide
De Wezepsche Heide of Wezepse Heide is een natuurgebied ten zuidoosten van Wezep in Gelderland. De Veluwse zandbodem wordt bedekt door heide en bos. Beheerder en eigenaar Vitens gebruikt het als waterwingebied.
Het terrein wordt begraasd door een kudde Schotse hooglanders. Deze dieren zorgen ervoor dat het gebied niet dichtgroeit met ruigte en bomen zoals vliegden en berk. Het gebied is open voor wandelaars.